# Шахтёрское сельское поселение (Кемеровская область)
Шахтёрское се́льское поселе́ние — упразднённое муниципальное образование в Яшкинском районе Кемеровской области Российской Федерации.
Административный центр — посёлок Шахтёр.

## История
Статус и границы сельского поселения установлены Законом Кемеровской области от 17 декабря 2004 года № 104-ОЗ «О статусе и границах муниципальных образований»

## Население
| 2010 | 2011 | 2012 | 2013 | 2014 | 2015 | 2016 |
| ---- | ---- | ---- | ---- | ---- | ---- | ---- |
| 796  | ↘795 | ↘768 | ↘745 | ↘716 | ↘701 | ↘685 |
| 2017 | 2018 | 2019 |      |      |      |      |
| ↘655 | ↘637 | ↘617 |      |      |      |      |

## Состав сельского поселения
| № | Населённый пункт | Тип населённого пункта          | Население |
| - | ---------------- | ------------------------------- | --------- |
| 1 | Воскресенка      | деревня                         | 0         |
| 2 | Мохово           | село                            | 208       |
| 3 | Шахтёр           | посёлок, административный центр | 588       |